# Pitfall! (série)
Pitfall! é uma série de jogos de Video game, criada pela Activision em 1982 para o console Atari 2600. O primeiro jogo da série tornou-se um grande sucesso. Tratava-se de um aventureiro, Pitfall Harry, controlado pelo jogador que percorria uma floresta com vários perigos (a marca registrada era o grito de Tarzan do personagem ao atravessar lagoas segurando um cipó) em busca de tesouros. Há especulações de que o cineasta George Lucas se baseou no personagem deste jogo para confeccionar seu Indiana Jones.
Pitfall II: Lost Caverns, de 1984, foi resultado do sucesso de vendas do primeiro jogo, mas não teve o mesmo êxito (acompanhou o declínio da Atari com seu modelo 5200). O sucesso do primeiro jogo ainda motivou o lançamento de Pitfall: The Mayan Adventure em 1995, um dos lançamentos mais populares daquele ano nos Estados Unidos, para SNES e Computador. Em 1998 a Activision lançou para o PlayStation Pitfall 3D: Beyond The Jungle. O último jogo da série foi lançado para X-Box, Game Cube e PlayStation 2 com o título de Pitfall: The Lost Expedition.